# Sabó de Castella

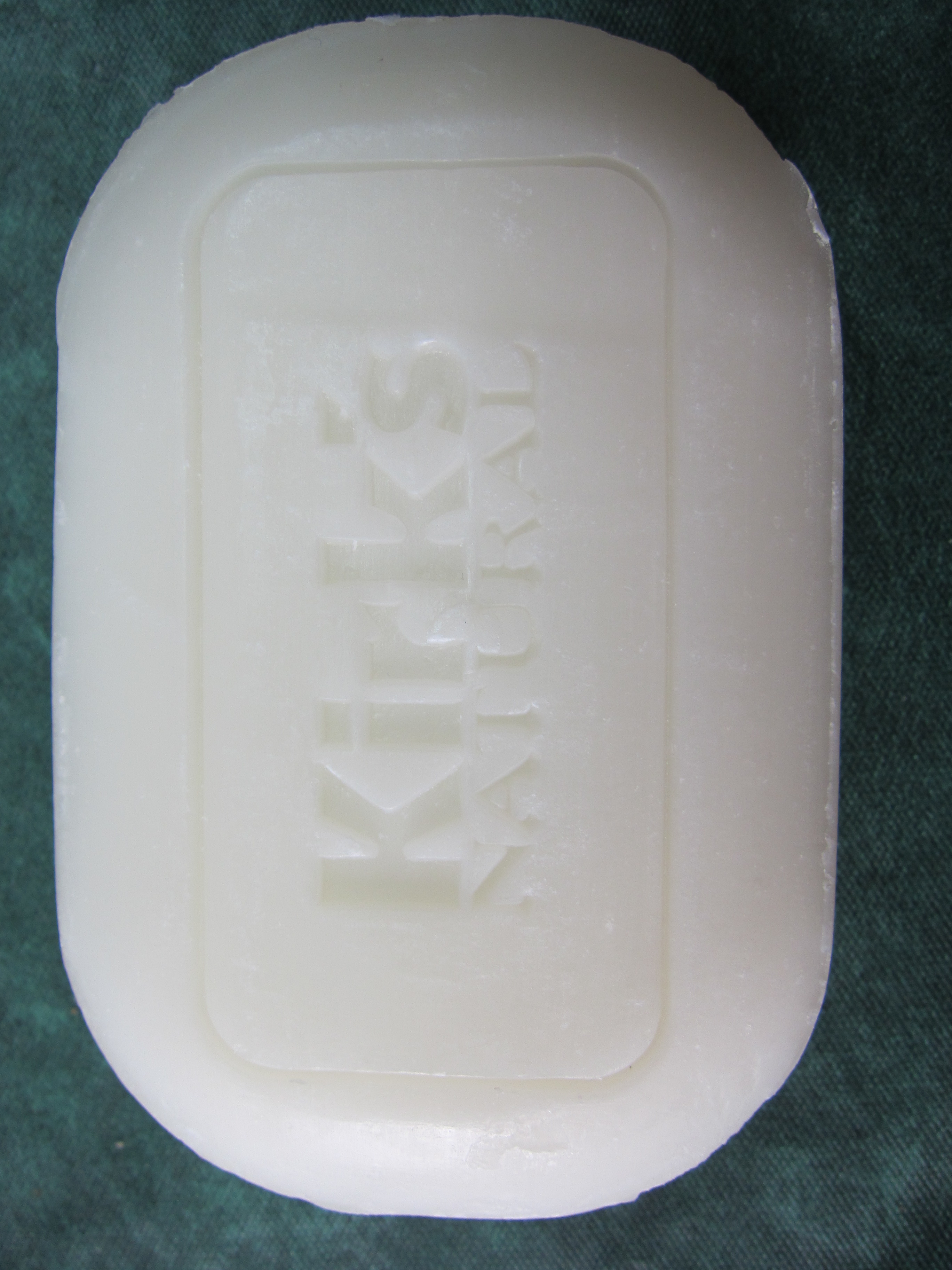
Una pastilla de sabó de Castella

El sabó de Castella és el sabó fabricat a base d'oli d'oliva, aigua i sosa tradicional (o en l'actualitat, sosa càustica). El sabó de Castella rep aquest nom per haver-se produït a gran escala en els territoris de la Corona de Castella, d'on era exportat a nombrosos llocs d'Europa i Amèrica, principalment durant l'Edat Moderna. Encara que la Corona de Castella no era l'únic productor d'aquesta mena de sabó, sí que era el seu productor per antonomàsia.
El nom es pot deure al fet que hi havia fàbriques d'aquest sabó al carrer de Castilla a Sevilla.
No s'ha de confondre amb el sabó de Marsella, que utilitza olis vegetals de diversa procedència (no sols oli d'oliva).
Tradicionalment la sosa emprada era el massicot e o barrella, nom que es donava a les cendres procedents de la combustió de diverses plantes, anomenades genèricament salsola (especialment Sarcocornia perennis).
Avui dia en lloc de la soda (carbonat de sodi) s'usa la sosa càustica (hidròxid de sodi), obtinguda de manera sintètica.
Els apotecaris de l'època el coneixien amb els noms llatins de sapo hispaniensis (sabó hispànic) o sapo castilliensis (sabó castellà).
Van ser molt importants les saboneries d'Andalusia, on rebien el nom de "almonas", terme d'origen àrab la casa d'Alcalá tenia el monopoli d'aquestes manufactures, i destacava la Almona de Sanlúcar de Barrameda, dels segles XVII i XVIII, que era l'única almona andalusa que romania intacta, fins que en 2003 va ser derrocada parcialment.